# Aenasomyiella poeta
Aenasomyiella poeta är en stekelart som först beskrevs av Girault 1917.  Aenasomyiella poeta ingår i släktet Aenasomyiella och familjen sköldlussteklar. Inga underarter finns listade i Catalogue of Life.